# Holotrichia insecata
Holotrichia insecata är en skalbaggsart som beskrevs av Moser 1909. Holotrichia insecata ingår i släktet Holotrichia och familjen Melolonthidae. Inga underarter finns listade i Catalogue of Life.